# Sapulpa (Oklahoma)
Sapulpa település az Amerikai Egyesült Államok Oklahoma államában, Creek megyében, melynek megyeszékhelye is. Lakosainak száma 21 929 fő (2020. április 1.).

## Népesség
A település népességének változása:

| 2010 | 20 544 |
| 2020 | 21 929 |